# Zastruże (województwo mazowieckie)
Zastruże – wieś sołecka w Polsce położona w województwie mazowieckim, w powiecie grójeckim, w gminie Warka.
Wieś szlachecka  położona była w drugiej połowie XVI wieku w powiecie wareckim ziemi czerskiej województwa mazowieckiego. W latach 1975–1998 miejscowość należała administracyjnie do województwa radomskiego.
Miejscowość leży przy drodze wojewódzkiej nr 731.
Przez miejscowość przepływa struga Struga (o długości ok. 5 km), lewy dopływ Pilicy.